# Texas Tornado (Wonderland Amusement Park)
Texas Tornado in Wonderland Amusement Park (Amarillo, Texas, Vereinigte Staaten) ist eine Stahlachterbahn des Herstellers Hopkins, die 1985 eröffnet wurde. Sie war die erste Achterbahn des Herstellers.
Die 624,8 m lange Strecke erreicht eine Höhe von 24,4 m und verfügt über zwei Loopings.

## Züge
Texas Tornado besitzt einen einzelnen Zug des Herstellers Philadelphia Toboggan Coasters mit fünf Wagen. In jedem Wagen können vier Personen (zwei Reihen à zwei Personen) Platz nehmen.